# Dunaszentpál
Dunaszentpál ist eine ungarische Gemeinde im Kreis Győr im Komitat Győr-Moson-Sopron.

## Geografische Lage
Dunaszentpál liegt 14 Kilometer nordwestlich des Komitatssitzes und der Kreisstadt Győr auf der Kleinen Schüttinsel an der linken Uferseite des Flusses Mosoni-Duna, der eine Schleife um die Gemeinde bildet. Nachbargemeinden sind Dunaszeg, Kunsziget und Mecsér.

## Geschichte
Im Jahr 1913 gab es in der damaligen Kleingemeinde 136 Häuser und 988 Einwohner auf einer Fläche von 2570 Katastraljochen. Sie gehörte zu dieser Zeit zum Bezirk Tószigetcsilizköz im Komitat Győr.

## Sehenswürdigkeiten
- Bildsäule (Fehér kép) mit religiösen Motiven
- Römisch-katholische Kirche Szent Péter és Pál, 1848 erbaut, durch ein Hochwasser 1876 beschädigt und danach restauriert; die Orgel wurde 1906 gebaut

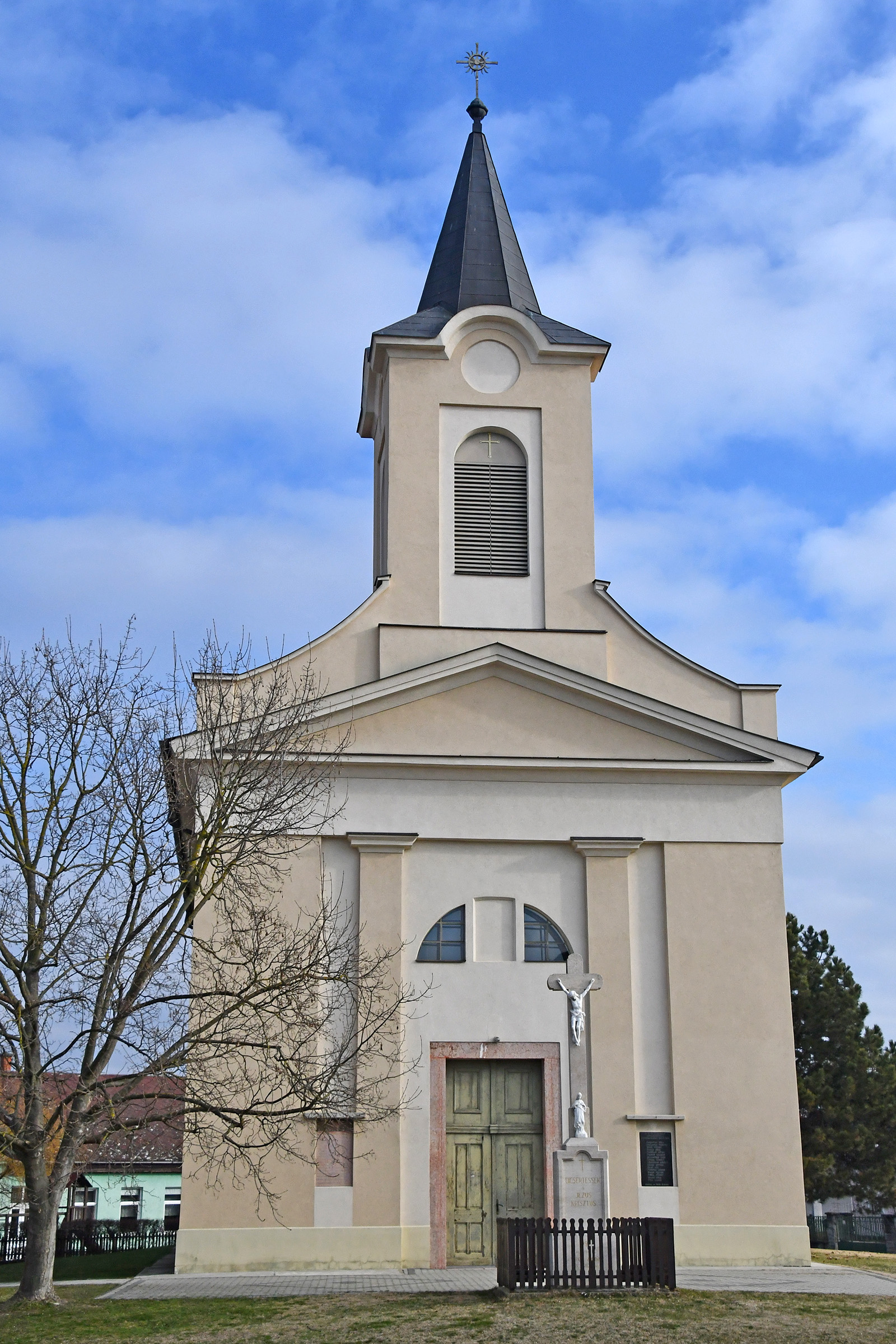
Römisch-katholische Kirche Szent Péter és Pál
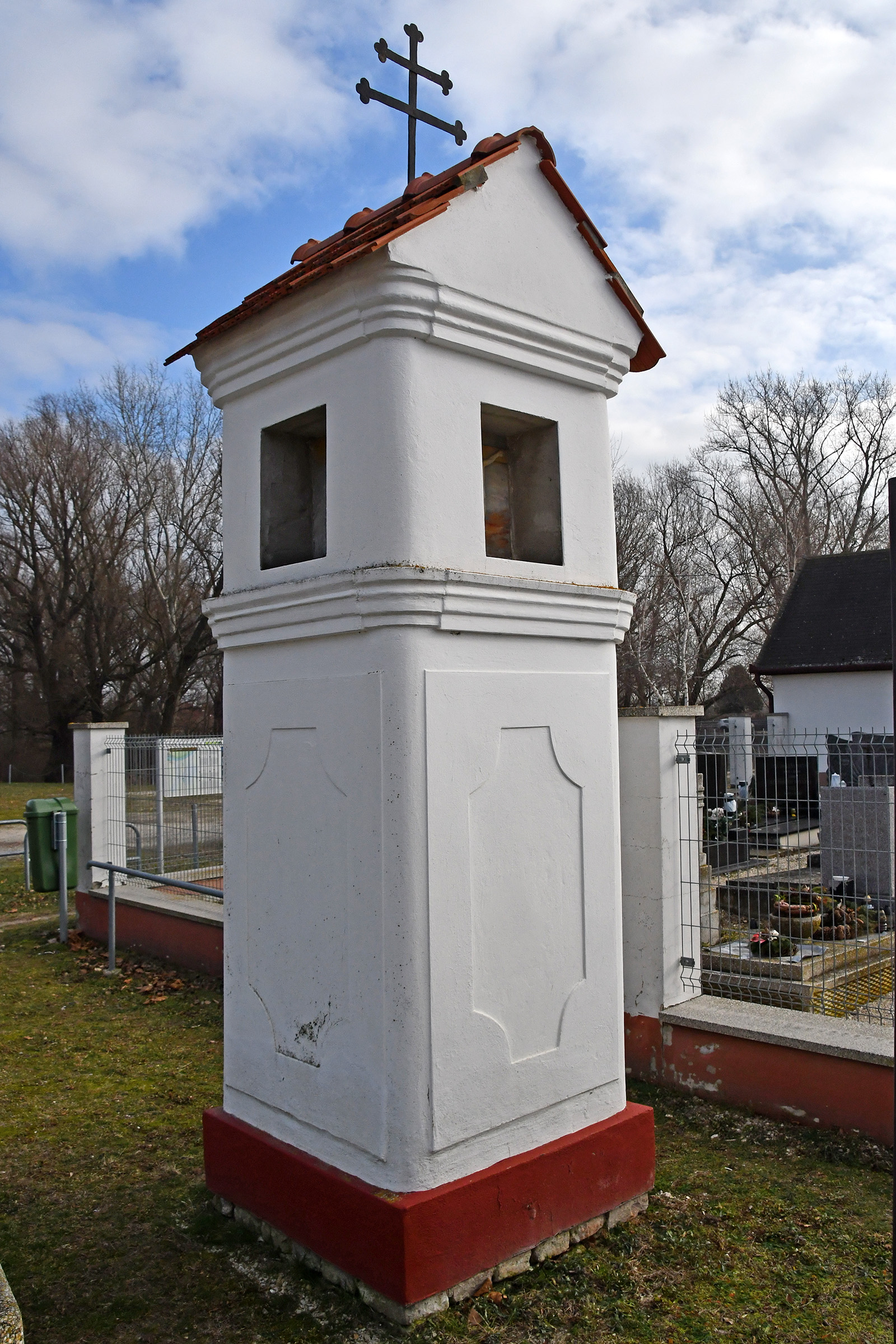
Bildsäule (Fehér kép)
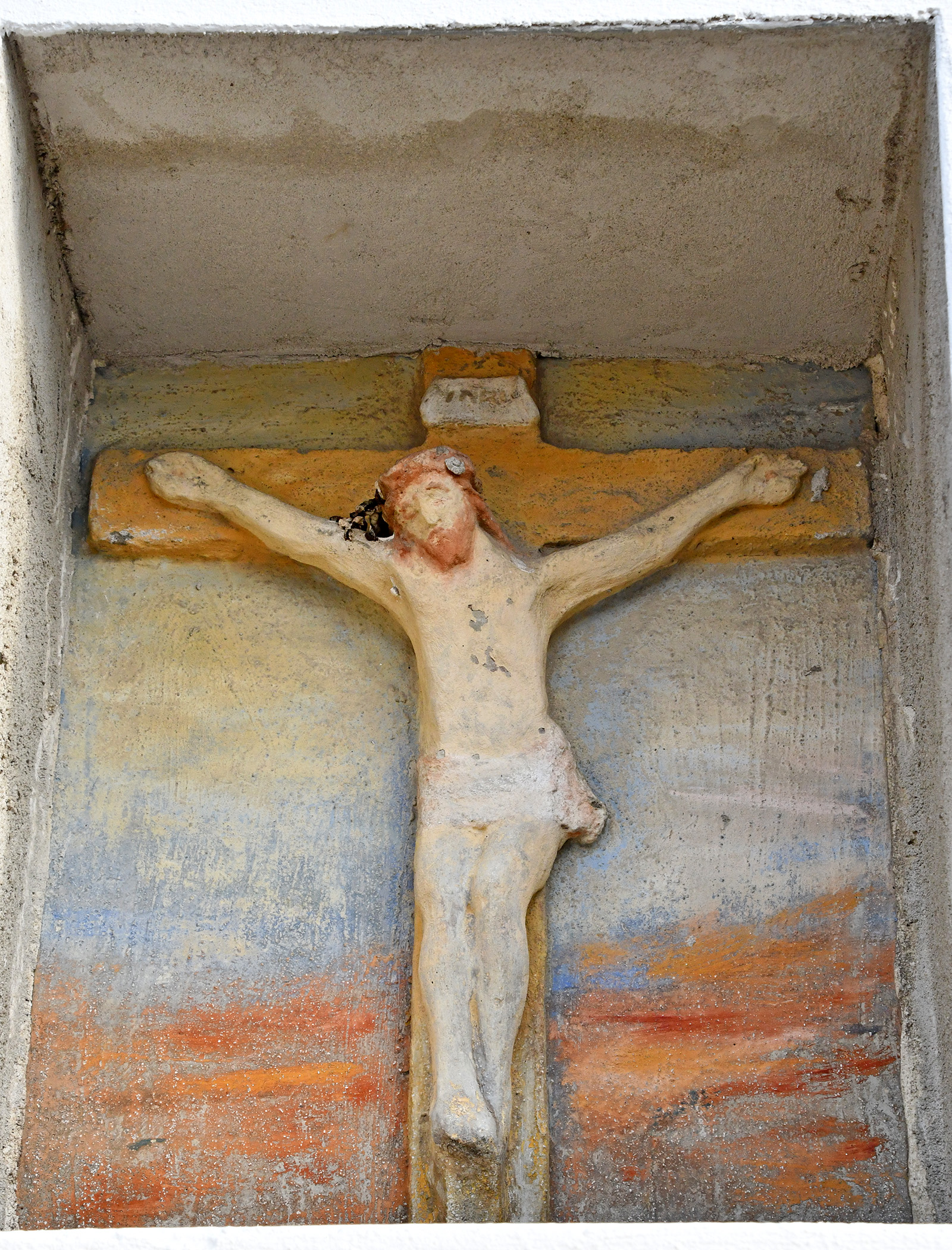
Kruzifix in der Bildsäule
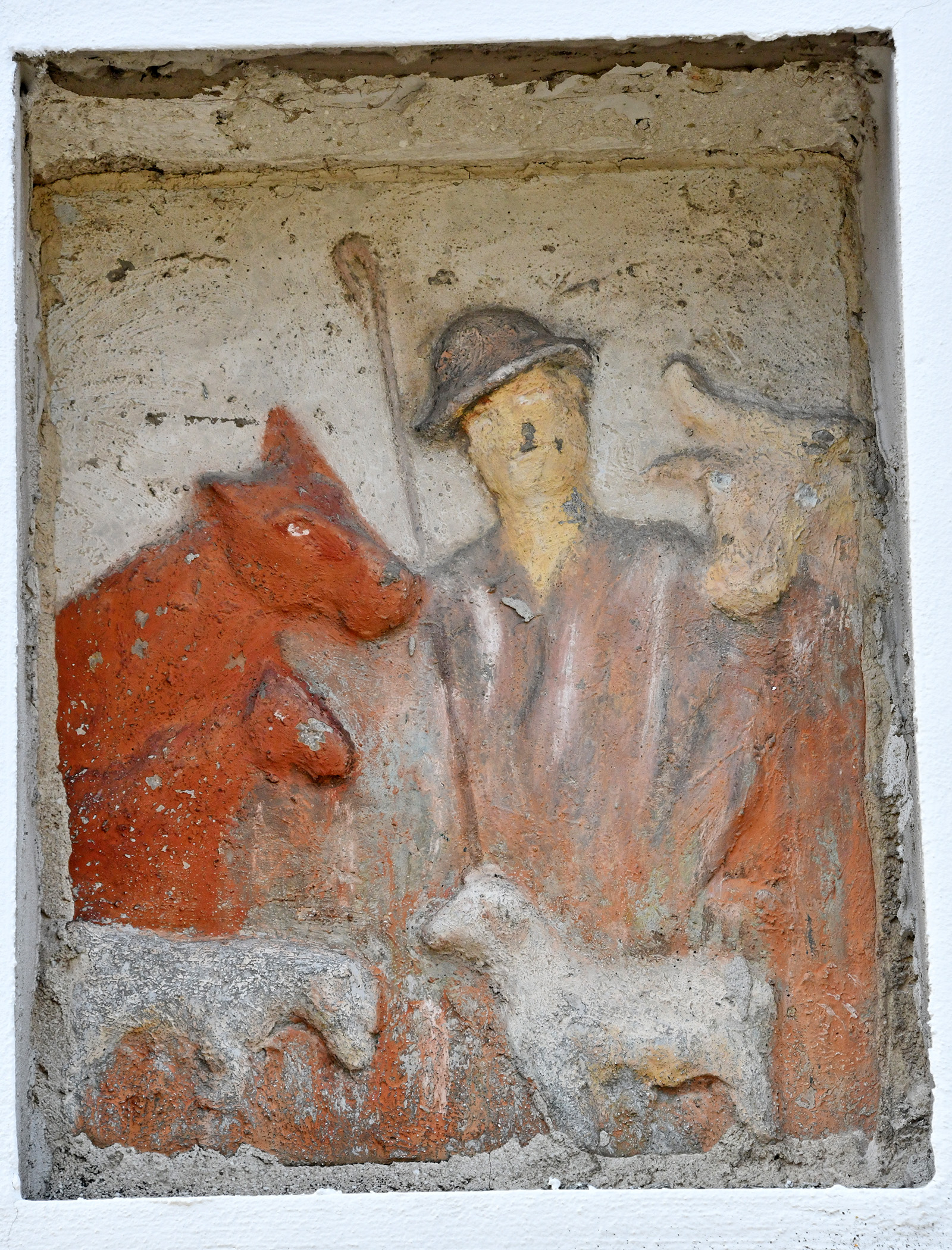
Hirtenszene in der Bildsäule

## Verkehr
Dunaszentpál ist nur über die Nebenstraße Nr. 14102 zu erreichen. Es bestehen Busverbindungen über Ásványráró und Hédervár nach Darnózseli sowie über Dunaszeg, Győrladamér, Győrzámoly und Győrújfalu nach Győr, wo sich der nächstgelegene Bahnhof befindet.